# Žerjav - Dolina smrti
Žerjav - Dolina smrti este o arie protejată (arie specială de conservare — SAC, sit de importanță comunitară — SCI) din Slovenia întinsă pe o suprafață de 79,93 ha, integral pe uscat.

## Localizare
Centrul sitului Žerjav - Dolina smrti este situat la coordonatele 46°28′36″N 14°52′04″E / 46.4768°N 14.8679°E.

## Înființare
Situl Žerjav - Dolina smrti a fost declarat sit de importanță comunitară în aprilie 2004 pentru a proteja un număr necunoscut de specii din flora spontană și fauna sălbatică aflate în arealul zonei. Situl a fost protejat și ca arie specială de conservare în februarie 2012.

## Biodiversitate
Situată în ecoregiunea alpină, aria protejată conține 1 habitat natural: Pajiști calaminariene cu Violetalia calaminariae.
La baza desemnării sitului se află un număr nedeclarat de specii protejate.